# 池田幾三の旅にいくぞ〜!
池田幾三の旅にいくぞ〜! （いけだいくぞうのたびにいくぞ〜）は、KBS京都ラジオのラジオ番組である。2003年4月の放送開始時は、毎週土曜日朝8:30-9:00の放送（月2回の金曜日・午前に2本収録）だった。2006年4月より毎週金曜日15:00-16:45に生放送されている。2010年現在、放送枠としては15:00-17:00となっている。

## パーソナリティー
- 池田幾三
- 山本純二
- 阪口佳澄

## コーナー紹介
- 旅心そぞろ神（提供・祇園梅乃井・伏見清和荘が交互に）
- KBS京都交通情報（大阪・京都）
- 川柳・お便り紹介（提供・天下一品）
- 日本語再発見〜ことばのば〜
- きょうとほっと情報
- 京都新聞ニュース
- 天気予報
- 旅にいくぞ〜 水紀行（提供・丸一株式会社）
- 交通取締情報
- ほんまの京都
- 広告ひろ〜い読み
- いっぷくメロディー